# توفيق بنعمقران
توفيق بنعمقران (ولد في 22 مارس 1980-)، لاعب كرة قدم جزائري سابق. لعب لجمعية الخروب من 2011 إلى 2013، وتقاعد في نهاية موسم 2013.

## مهنة النادي
في عام 2007، انضم بنعمقران إلى مولودية باتنة بعد أن أمضى موسمًا واحدًا مع شبيبة بجاية في أبريل 2010، تم طرده من قبل رئيس الفريق مسعود زيداني.  وفي يوليو 2010، انضم إلى مولودية العلمة لمدة عام. في يوليو 2011 تم نقله إلى جمعية الخروب حيث تقاعد من فريق في يوليو 2013.

## روابط خارجية
- توفيق بنعمقران على موقع قاعدة بيانات كرة القدم.إي يو (الإنجليزية)
- توفيق بنعمقران على موقع Soccerway.com (الإنجليزية)